# Josep Sucarrats Miró
Josep Sucarrats i Miró (Abrera, Barcelona, 28 de febrero de 1975) es un periodista español especializado en gastronomía.

## Biografía
Josep Sucarrats nació en Abrera en el seno de una familia payesa muy arraigada en la localidad, Cal Garrigosa. Es el segundo de tres hermanos. En 1997 se licenció en comunicación audiovisual por la Universidad Pompeu Fabra (UPF).
Desde 2006 hasta 2021, dirige la revista gastronómica Cuina, que es líder en su sector en Cataluña, y también colabora o ha colaborado en varios medios más, como las revistas Sàpiens, Descobrir Catalunya y Time Out Barcelona, el periódico Ara, Catalunya Ràdio, COM Ràdio, TV3, BTV, el blog gastronomistas.com Archivado el 10 de diciembre de 2015 en Wayback Machine., etc. Ha sido profesor en la Universidad de Vich. Ha escrito en colaboración un par de guías de viajes dedicadas a las repúblicas bálticas (2005) y a Budapest (2008), el libro Oli. Un luxe del rebost d'Olesa de Montserrat (2009), del cual fue coordinador, y sobre todo los libros Històries de la Barcelona gormanda (2014, con Sergi Martín) y Teoria i pràctica del vermut (2015, con Miquel Àngel Vaquer y Sergi Martín), con el que ha contribuido a la recuperación del vermú como lo que siempre ha sido: la bebida de los aperitivos en Cataluña.
Desde 2005 y hasta 2016, Josep Sucarrats también ha sido secretario de la asociación que agrupa a los aficionados catalanes a Tintín (1001 associació catalana de tintinaires, antes denominada TintinCat).
En 2020 publicó Mercados, un mundo por descubrir, un libro infantil para explicar como son los mercados del mundo, ilustrado por Miranda Sofroniou, y que la Biblioteca Pública de Nueva York ha incluido en la lista de los mejores libros infantiles en español de 2020.
A finales del 2020 creó la revista Arrels. El món que torna, pensada para recuperar y fomentar los productos, los oficios, las formas de vida tradicionales, y que dirige.